# Ocynectes
Ocynectes – rodzaj morskich ryb skorpenokształtnych z rodziny głowaczowatych.

## Klasyfikacja
Gatunki zaliczane do tego rodzaju:
- Ocynectes maschalis
- Ocynectes modestus